# Malwida von Meysenbug

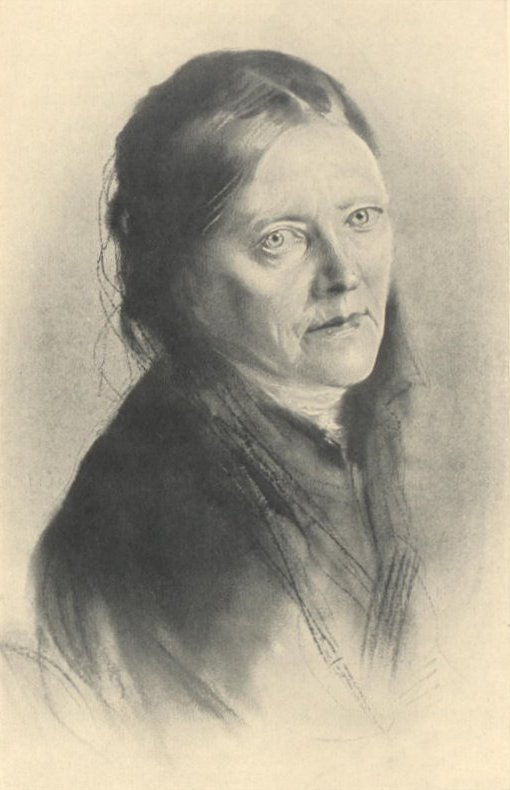
Malwida von Meysenbug

Malwida von Meysenbug, född 28 oktober 1816 i Kassel, död 26 april 1903 i Rom, var en tysk författare och kulturpersonlighet. 
Hon vistades efter 1848 länge i London som lärare i Aleksandr Herzens hem, sedermera bodde hon i Italien och främst Rom. Hennes levnadsminnen (Memoiren einer Idealistin, 3 vol 1876, Stimmungsbilder aus dem Vermächtnis einer alten Frau, 1879 och Der Lebensabend einer Idealistin, 1901) innehåller rika minnesbilder av betydande människor hon stått i beröring med. 
Hon skrev även noveller och romaner. Såväl Richard Wagner som Friedrich Nietzsche utövade starkt inflytande på Meysenbug, vars fängslande författarskap haft en mycket stor betydelse för kvinnobildningen i Tyskland. Om detta skriver till exempel Ellen Key i Verk och människor (1910).